# Somesthésie
La somesthésie (dite aussi sensibilité du corps) constitue un des systèmes sensoriels de l'organisme et un ensemble de différentes sensations (pression, chaleur, douleur…) qui proviennent de plusieurs régions du corps (peau, tendons, articulations, viscères…). Ces sensations sont élaborées à partir des informations fournies par de nombreux récepteurs sensitifs du système somatosensoriel, situés dans les tissus de l'organisme (mécanorécepteurs du derme et des viscères, fuseaux neuromusculaires des muscles, fuseaux neurotendineux des tendons, plexus de la racine des poils…).
La somesthésie est le principal système sensoriel de l'organisme humain. La stimulation du corps est un besoin fondamental. On peut vivre en étant privé des autres systèmes sensoriels (cécité, surdité, agueusie ou anosmie), mais par contre la privation des stimulations somesthésiques provoque des troubles psychologiques, majeurs et irréversibles.

## Développement
La somesthésie est le premier système à être fonctionnel au cours de la vie fœtale.
Le développement des différents récepteurs commence dès la 7e semaine de gestation dans la région péri-buccale, il est achevé pour l'ensemble de la surface cutanée et muqueuse à la 20e semaine, selon une progression céphalo-caudale. Les ganglions rachidiens et les faisceaux, gracile et cunéiforme, se développent à partir de la 8e semaine, le noyau cunéiforme à partir de la 9e semaine.
Le système somatosensoriel devient alors progressivement fonctionnel à partir du 3e mois de gestation[réf. souhaitée].

## Récepteurs somesthésiques
La détection de l'information se fait grâce à des récepteurs constitués de neurones sensitifs périphériques dont le corps cellulaire est situé dans les ganglions spinaux (ou le « ganglion de Gasser » pour la sensibilité du visage).
Les récepteurs de la somesthésie sont nombreux et spécialisés :
- terminaisons libres : nocicepteurs (douleurs) et thermorécepteurs (chaleur et froid), localisés dans la plupart des tissus ;
- disques de Merkel : mécanorécepteurs (pression légère), localisés à la base de l'épiderme ;
- plexus de la racine des poils : mécanorécepteurs (mouvement des poils), localisés à l'intérieur et autour des follicules pileux ;
- corpuscules de Meissner : mécanorécepteurs (pression légère, toucher discriminant, vibration de basse fréquence), localisés dans la peau glabre (surtout des lèvres, des mamelons, des organes génitaux externes, du bout des doigts, et des paupières) ;
- corpuscules de Krause : thermorécepteurs (sensibles au froid), localisés dans le tissu conjonctif des muqueuses et de la peau glabre près des orifices (lèvres). Ces corpuscules sont les plus petits des récepteurs sensoriels ;
- corpuscules de Pacini : mécanorécepteurs (pression intense, vibrations de haute fréquence), localisés dans les tissus sous-cutanés (périoste, mésentère, tendons, ligaments, capsules articulaires) ;
- corpuscules de Ruffini : mécanorécepteurs (pression intense et étirement), localisés dans la profondeur du derme, l'hypoderme et la capsule articulaire ;
- fuseaux neuromusculaires : mécanorécepteurs (étirement des muscles), localisés dans les muscles ;
- fuseaux neurotendineux : mécanorécepteurs (étirement des tendons), localisés dans les tendons.

Tous ces récepteurs, à partir de l'état des tissus de l'organisme, participent à l'élaboration des différentes sensations corporelles tactiles, thermiques, proprioceptives et nociceptives.

## Transmission du signal somesthésique

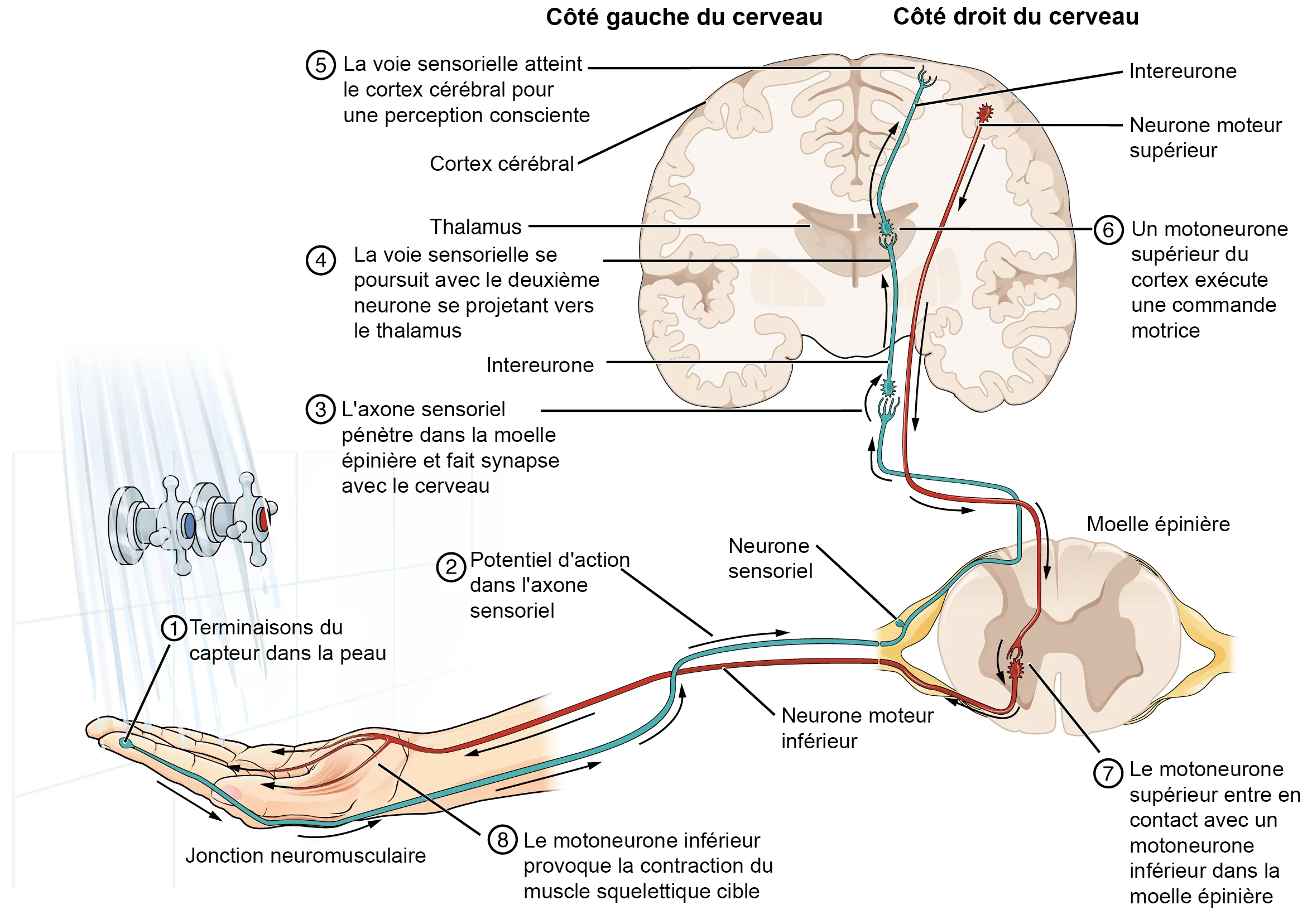
Fonctionnement de la somesthésie au contact de l'eau

Les stimuli détectés par les récepteurs somesthésiques sont ensuite transmis par les nerfs dans la moelle épinière, le tronc cérébral et le cerveau. Les nerfs somesthésiques sont regroupés en faisceaux, en fonction de leur rôle et de leur origine : faisceau spino-vestibulaire, faisceau spino-thalamique…
À noter que le système somesthésique est le seul système sensoriel ayant des projections, souvent directes, sur l'ensemble du névraxe : moelle épinière, substance réticulée mésencéphalique et diencéphalique, thalamus, hypothalamus, système limbique, cervelet et cortex cérébral reçoivent des afférences somesthésiques.
Ces nombreuses projections expliquent les effets physiologiques et comportementaux majeurs produits par les stimulations somesthésiques (voir la section Importance physiologique et psychologique).
On distingue plusieurs voies ascendantes, toutes organisées sur un modèle à trois neurones et comportant une synapse au niveau du thalamus,,,,,.

### Voies lemniscales
La voie lemniscale, ou voie des colonnes dorsales, véhicule la sensibilité vibrotactile (du tact fin) et proprioceptive consciente.
Le neurone sensitif du ganglion spinal arrive dans la moelle épinière par le contingent médian constitué de fibres myélinisées de gros calibre (majoritairement Aβ). Une fibre ascendante se projette dans le bulbe rachidien du tronc cérébral et fait synapse avec un deuxième neurone. Il y a décussation à la base du bulbe de ce neurone secondaire qui emprunte ensuite le lémnisque médian jusqu'au thalamus où s'effectue une deuxième synapse dans le noyau ventro-postéro-latéral (VPL). Un troisième neurone se projette ensuite dans la quatrième couche du cortex cérébral, au niveau de l'aire somesthésique S1 (située en arrière du sillon central)[réf. souhaitée].

### Voies extra-lemniscales
La voie extra-lemniscale comporte deux faisceaux différents.

#### Voie paléo-spino-thalamique
La voie paléo-spino-thalamique véhicule essentiellement des messages douloureux,,.
Le neurone sensitif du ganglion spinal arrive dans les lames I et II de la substance grise de la moelle épinière par le contingent latéral constitué de fibres amyélinisées (fibres C) et de fibres myélinisées de petit calibre (fibres Aδ). Dans la moelle a lieu la première synapse. Après décussation, le neurone secondaire remonte jusqu'aux noyaux parafasciculaire et centre médian du thalamus où s'effectue une deuxième synapse. Un troisième neurone se projette ensuite dans la quatrième couche du cortex cérébral,,, au niveau de l'aire somesthésique S1 (située en arrière du sillon central), dans le cortex pariétal, etc.

#### Voie néo-spino-thalamique
La voie néo-spino-thalamique véhicule la sensibilité thermique, la sensibilité tactile grossière ainsi que de la douleur,,.
Le neurone sensitif du ganglion spinal arrive dans les lames III, IV et V de la substance grise de la moelle épinière par le contingent médian constitué de fibres myélinisées de petit calibre (Aδ ou c). Dans la moelle a lieu la première synapse. Après décussation, le neurone secondaire remonte jusqu'au noyau VPL du thalamus via le système antéro-latéral où s'effectue une deuxième synapse. Un troisième neurone se projette ensuite dans la quatrième couche du cortex cérébral, au niveau de l'aire somesthésique S1 (située en arrière du sillon central). + projection au niveau du cortex sur S2 majoritairement (pas de proprioception, somatotopie +/-).

## Intégration des messages somesthésiques
Les signaux somesthésiques sont traités à tous les niveaux du système nerveux :
- moelle épinière : connexions des nerfs sensitifs avec les nerfs moteurs, pour organiser les réflexes moteurs : retrait à la douleur, extension croisée…
- substance réticulée mésencéphalique et diencéphalique : augmentation de l'attention lors de la détection de stimuli corporels ;
- thalamus : premiers traitements cognitifs et distribution des informations somesthésiques dans le cerveau ;
- hypothalamus : intégration des stimuli somatosensoriel dans le contrôle neuroendocrinien et hormonal ;
- système limbique : intégration des stimuli somatosensoriel dans les émotions ;
- cervelet : intégration des stimuli somatosensoriel dans le contrôle de l'équilibre et de la motricité ;
- cortex cérébral, traitement conscient des informations tactiles dans l'homoncule sensitif.

Ces nombreux et différents traitements sont à l'origine des différentes sensations corporelles et de plusieurs fonctions spécialisées :
- baroception : détection de l'état de la pression artérielle ;
- viscéroception : détection de l'état des viscères ;
- proprioception : détection de la position des articulations et du corps ;
- kinesthésie : détection des mouvements des articulations et des organes internes ;
- thermoception : détection de la chaleur et du froid ;
- nociception : détection de l'altération d'un tissu de l'organisme ;
- tact : détection des stimulations de la peau.

Toutes ces fonctions sont essentielles pour la survie des mammifères.

## Importance physiologique et psychologique
Toutes les observations montrent que les stimulations somesthésiques, qui ont des effets physiologiques, psychiques et comportementaux, semblent être une véritable nécessité développementale et fonctionnelle chez les mammifères.
Chez les primates (dont l'humain fait partie), la suppression des stimuli somesthésiques, en particulier durant l'enfance, provoque de nombreux troubles psychiques et comportementaux (cf. les expériences classiques d'Harry F. Harlow) avec des macaques rhésus privés de contacts physiques durant les six premiers mois postnataux.
Chez l'Homme, la suppression des stimuli somesthésiques, avec la suppression des stimuli vestibulaires, est vraisemblablement le facteur principal à l'origine du syndrome d'hospitalisme et du nanisme psychosocial : croissance retardée, développement psychomoteur et intellectuel perturbé, tristesse, inhibition motrice ou agitation, auto-agressivité et balancement compulsif.
De plus, les résultats d'une étude comparative entre plusieurs sociétés préindustrielles semblent montrer que la privation des stimuli somesthésiques à caractère hédonique (privation des plaisirs somatosensoriels) provoquerait, directement et indirectement, des effets comportementaux et sociaux négatifs : probabilité de sévices physiques et d'un faible niveau d'affection envers les enfants, probabilité d'un statut inférieur de la femme, probabilité de guerre, de torture et d'esclavage et probabilité d'activité religieuse avec des divinités plutôt cruelles et agressives.
À l'opposé, la stimulation régulière du système somatosensoriel produit de nombreux effets positifs, tant physiologiques, psychiques que comportementaux. Par exemple, on observe chez le nourrisson : un gain pondéral de 47 %, avec la même quantité de nourriture ; une augmentation des performances d'orientation du corps et d'activité motrice ; une diminution de la durée d'hospitalisation, dans le cas de pathologies péri-natales. Et chez l'adulte, une meilleure capacité cytotoxique du système immunitaire ; une diminution des hormones du stress (cortisol et noradrénaline) ; une diminution du niveau d'anxiété ; une diminution de l’état dépressif ; une augmentation de la qualité du sommeil ; un meilleur niveau attentionnel et cognitif ; une facilitation de l'attachement interpersonnel,,,…
Enfin, à un niveau plus général, on observe que les primates sont des animaux de contact (ils stimulent continuellement leur système somatosensoriel), et que la somesthésie est un facteur majeur de l'affection, de la sexualité et de la socialisation.
Toutes ces données montrent que les fonctions et l'importance du système somatosensoriel sont globales, majeures et cruciales dans la dynamique physiologique et psychologique de l'être humain.